# Rasism
Rasismul reprezintă un grup de atitudini, practici și acțiuni care își au sursa în convingerea că diferențele sociale și culturale se explică prin diferențe biologice inclusiv ereditare dintre rasele umane.
Apartheidul în Africa de Sud și Ku Klux Klanul în SUA au dat dimensiuni aberante rasismului.
Rasismul este procesul de discriminare datorat credințelor și ideologiilor, produse în secolele XIX și XX de către francezii Jules Soury, Joseph Arthur de Gobineau și Charles Maurras sau de germanul nazist Alfred Rosenberg, conform cărora rasele omenești pot fi clasificate de la inferior la superior în baza caracteristicilor biologice fundamental diferite cu care par a fi înzestrate. Rasismul presupune așadar că oamenii sunt inegali în funcție de etnia căreia îi aparțin sau de culoarea pielii, adică, mai global, convingerea că popoarele sunt inegale ca atare. 
Rasismul constituie orice acțiune practică sau convingerea care reflectă o viziune despre lume bazată pe conceptul rasial, care la rândul lui definește convingerea că oamenii sunt împărțiți în entități biologice separate și exclusive numite „rase”, și că există o legătură cauzală între caracteristicile fizice cu care se definește acest concept și personalitatea, capacitatea intelectuală, aptitudinile morale sau alte caracteristici comportamentale umane, și că anumite rase sunt prin naștere superioare altora

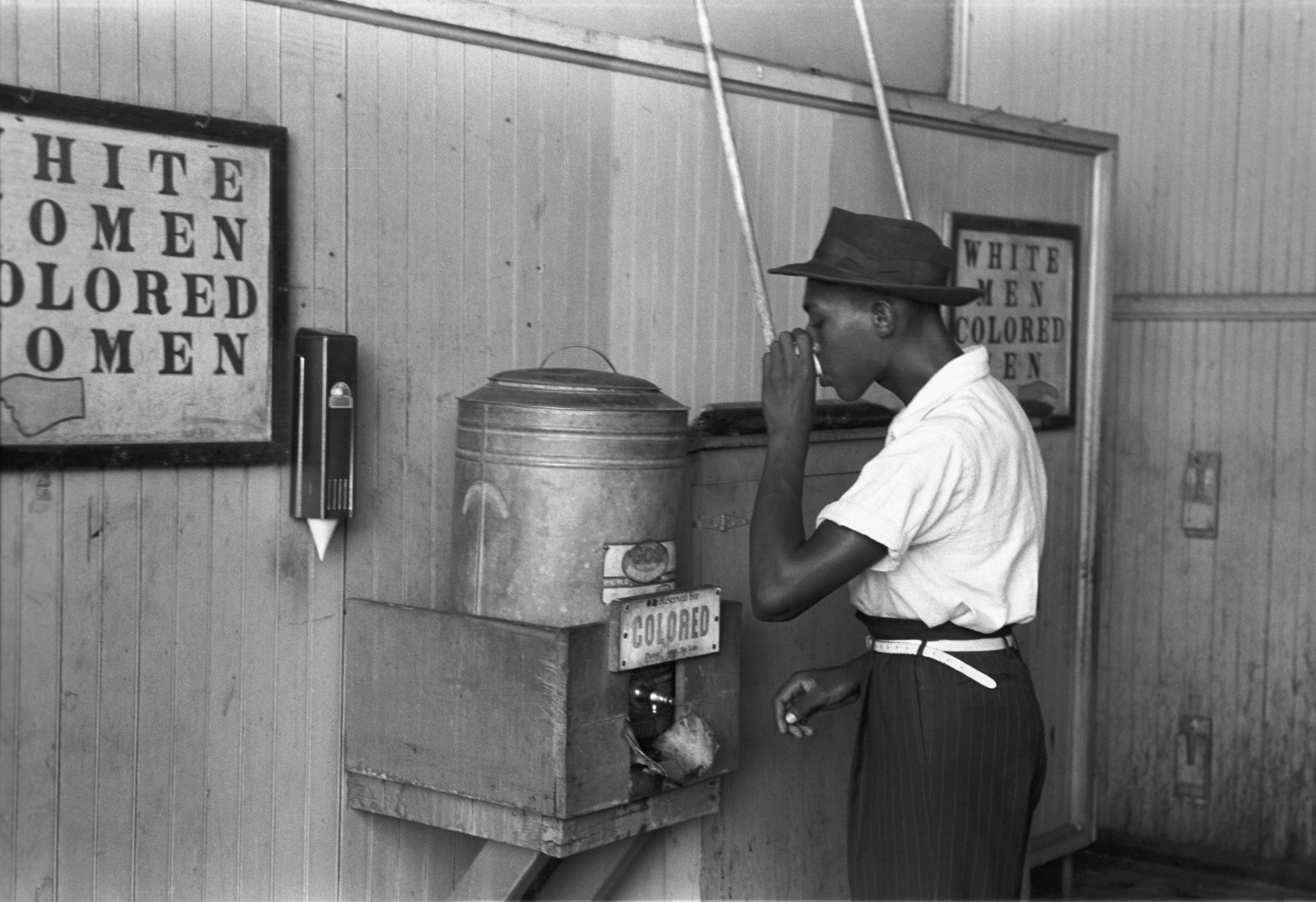
Persoană de culoare la bidon de apă pentru persoane de culoare

## În general
Rasismul este din punct de vedere al metodologiei psihologice un „esențialism”. Esențialismul cognitiv este o formă răspândită și vastă de mecanisme de clasare tipice gândirii umane, care acoperă procesele intelectuale atât ale adulților cât și ale copiilor, pe cele ale indivizilor din țări avansate socialmente cât și pe acelea ale membrilor triburilor aflate din punct de vedere social încă în plină preistorie. El se rezumă la tendința spontană și persistentă, inconștientă și intuitivă, de a reprezenta lucrurile sau persoanele, considerând caracteristicile lor ca fiind produse de o „esență” care în fapt este fictivă dar care în percepția indivizilor este proprie categoriei lor. Caracteristicile asociate acestei esențe pot fi realități observabile (precum atribute fizice ca în cazul rasismului) sau pure ficțiuni (ca personalitatea astrologică, de exemplu).
Psihologia experimentală a putut decela funcția pozitivă care a făcut ca selecția naturală să rețină un astfel de mecanism biologic, în teste care arată, de exemplu, că un copil de 3 ani înțelege că dacă vopsim un sconcs (engleză skunk, franceză mouffette) în violet, el va face totuși descendenți tipici, adică negri și cu o dungă albă bifidă pe spinare, sau că un sâmbure de măr plantat într-un ghiveci de flori va produce un măr, și nu o floare. Copilul dă aceste răspunsuri spontan, deși nu știe absolut deloc despre regulile de reproducere, intuind că ceva imuabil se transmite prin filiație. Pentru el, de exemplu, dacă operăm o vacă pentru a o face să semene pe cât posibil cu un cal, dar îi lăsăm organele interne intacte, aceasta va rămâne totuși o vacă. Invers, dacă golim o vacă de organele ei interne, ea nu mai este o vacă, așa cum totuși un geamantan rămâne un geamantan chiar dacă îl golim de conținut. Există deci deja la această vârstă o clasificare între viu și neviu pe baze esențialiste. Ce e esențial se află undeva înăuntru, și el se transmite ereditar.
Ideea de suflet care animă ființa umană, care este sediul „eului” și sursa imaterială a gândirii, este și ea o formă de esențialism (religios) care apare la om devreme indiferent de cultura în care se naște sau educația (religioasă sau nu) pe care o primește de la părinți, ca și ideea la vechii evrei ai societății clanice de „impuritate” a oricărui animal care are caracteristicile a două specii, de unde interdicția religioasă de a consuma carnea animalului care nu are caracteristicile tipului de animal pur. Astfel, de exemplu, se explică interdicția din iudaism de a mânca o zburătoare care nu e totuși pasăre. 
Același fir „logic” este urmat și de către militanții anti-O.M.G. pentru care transferul de gene e perceput ca o violare a naturii unei plante sau a unui animal. Aceleași cauze sunt la rădăcina altor manifestări ale esențialismului apartenențelor (vezi proverbul arab (egiptean) de la finele textului, care exprimă în mod explicit acest natural sentiment de apartenență structurat în straturi), ca acelea legate de categorii sociale precum genul bărbat/femeie, tipul rasial negru/alb, etc. Lawrence Hirschfeld și Francisco Gil-White au arătat natura ireductibilă a esențialismului rasial la subiecți tot atât de diferiți ca un alb din S.U.A. și un torguud din Mongolia. La întrebarea dacă un copil kazah crescut de către o familie torguudă fără să fi avut vreodată după naștere un contact cu membri ai etniei sale, este un torguud, răspunsul a fost categoric și reproductibil „Nu!” în peste 75 % dintre cazuri, și asta în ciuda înrudirii puternice a celor două etnii (nu rasa desparte cele două etnii, ci religia: kazahii sunt musulmani, iar torguuzii budiști). E ca și cum religia, în viziunea acestora, s-ar transmite ereditar: ea este esențializată. Asta răspunde problemei de interpretare, însă atunci când natura problemei stă în lipsa datelor (informațiilor) însele, numai caracteristicile superficiale (criterii de apartenență din sistemul de identificare rapidă), vizibile, evidente, mai pot răspunde discriminând rapid prietenul de dușman, contribulul de străin. Când ele nu există, aceste „mărci evidente de identitate” pot fi create, inventate, așa cum pe cazul particular al poporului evreu ne explică că s-a întâmplat istoricul Israel Finkelstein: evreii, care inițial erau o populație canaaneană marginală deloc remarcabilă în termeni etnici, lingvistici sau culturali în raport cu vecinii lor, au decis (prin liderii lor) la un moment dat să se diferențieze în mod evident de restul populației canaaneene, asta atât prin tunsoare cât și prin obiceiuri alimentare particulare (refuzul de a mai consuma porc). Doar ulterior, această conștiință a diferenței a fost consolidată prin complementul mitologic, care spune (în contradicție cu ce ne dezvăluie istoria) că evreii ar fi venit în Canaan de departe.
Din perspectiva biologiei comportamentale, rasismul, machismul, homofobia și religia sunt epifenomene ale dispozițiilor sociale și cognitive umane, pe care nu putem spera să le vedem vreodată dispărând, fie asta de „moarte bună” sau provocată. Cum spune antropologul Daniel Baril (Université de Montréal), „alungați naturalul pe geam, și el va intra înapoi în galop pe ușă - pentru ca aceste manifestări să dispară, trebuie o mutație a speciei (umane)”.

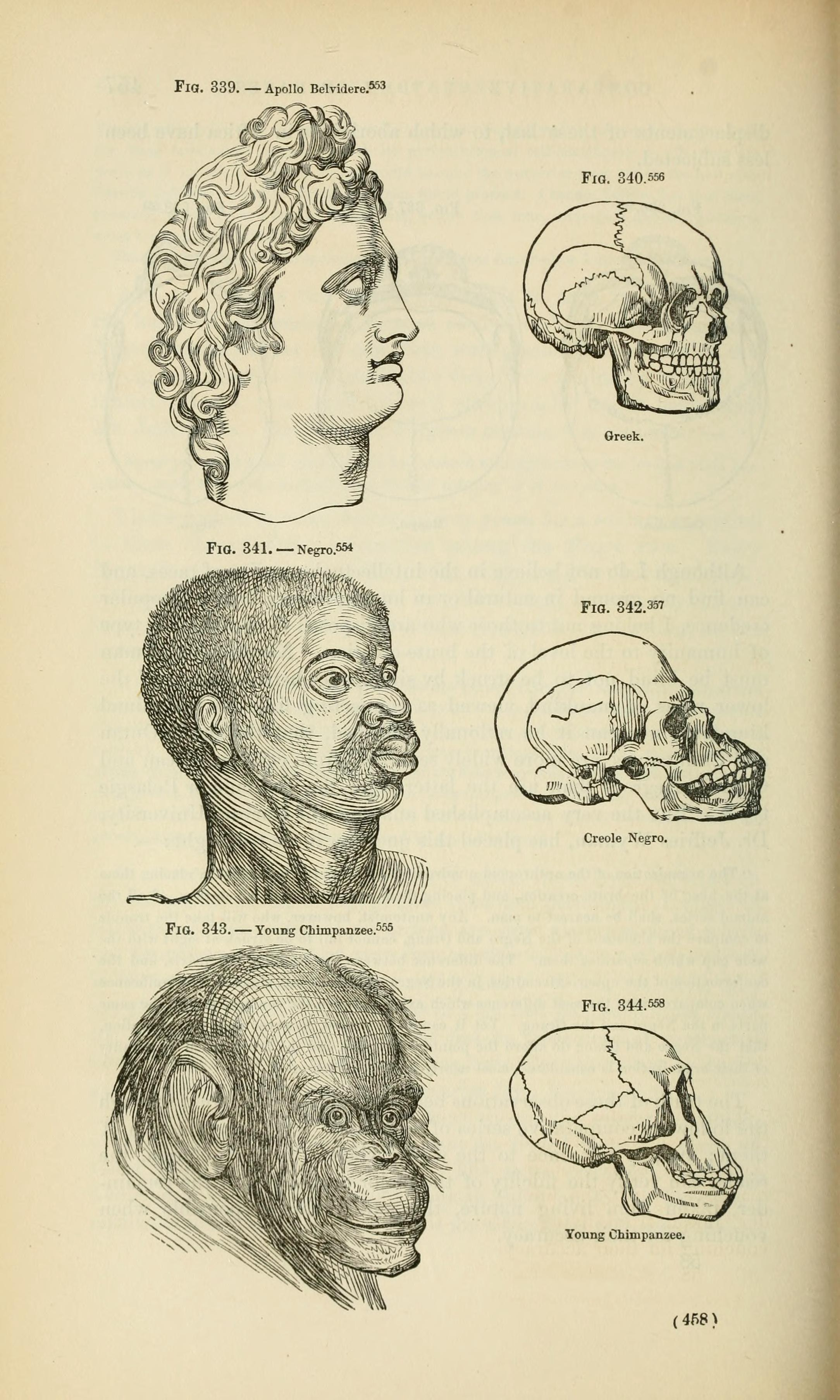
Imagine care vrea să sugereze că „negrii” sunt situați între albi și cimpanzei.
Rase indigene ale Pământului (1857), de Nott și Gliddon

„Tratamentul paliativ” al acestor „maladii” sociale citate mai sus, este cultivarea raționalismului, mecanism care însă din start prezintă un handicap, anume faptul că cere efort, în timp ce abordările intuitive de natură esențialistă se mulțumesc cu legături cauzale aparente sau chiar pur imaginare. Perspectiva care se oferă deci minorităților rasiale, etnice, sexuale sau religioase, este așadar aceea a unei lupte susținute și continue pentru apărarea drepturilor lor, și asta tocmai pentru că în contrast cu ceea ce se cunoștea în trecut, știm azi că rasismul, religia, machismul sau homofobia, nu sunt simple accidente datorate unei culturi alienante sau purei întâmplări istorice, ci fenomene perene și general umane ale căror surse se află în abilitățile ultra-adaptative cultivate îndelung de mecanismele minimaliste legate de funcțiile elementare de supraviețuire ale lui Homo sapiens. Fapt care în sine nu trebuie, evident, să sugereze defetismul, ci dimpotrivă, combativitatea celor pe care natura îi dezavantajează prin aceste fenomene parazite ale modului în care creierul uman a fost forțat cândva să evolueze. Efectele negative ale naturii noastre umane trebuie combătute prin cele două instrumente pe care societatea modernă ni le pune la dispoziție, anume educația și legislația. Explicarea resorturilor ultime (care sunt biologice și naturale) ale rasismului, nu-l disculpă: a explica, nu înseamnă a justifica.
În același timp, înțelegerea acestor mecanisme biologice intime ale psihismului uman din perspectiva biologiei evoluționiste, trebuie să fie un avertisment care să ferească societatea și indivizii de anumite derapaje în ceea ce privește chestiunea rasismului; astfel, etichetarea tendinței spontane de agregare a indivizilor pe baza atributelor superficiale, vizibile, cum sunt și acelea de ordin rasial, nu sunt decât exagerări din partea acelora care nu știu nici ce înseamnă rasism, și nu cunosc nici substratul său etiologic intim. Faptul că albii în S.U.A. se strâng de predilecție în mici așezări din afara marilor orașe, care sunt relativ omogene din punct de vedere rasial, sau faptul că, așa cum mărturisea finul observator care a fost Malcolm X în autobiografia sa, pelerinii musulmani la Mecca se grupează spontan pentru a forma franje de culoare neagră, măslinie și albă, asta în ciuda lipsei oricărei prevederi cu caracter rasist în textul sacru islamic, ține de cele mai adânci resorturi ale psihismului uman și a le eticheta rasism este un imens deserviciu adus luptei împotriva acestui flagel. În aceeași situație se află tot ce ține de gust: faptul că arabii considerau cândva ca femeile lor brunete sunt frumoase, iar cele roșcovane ale iranienilor, grecilor sau turcilor din jurul lor urâte, nu este o manifestare de rasism, ci o expresie locală și temporal determinată a gusturilor lor.
Cauza unei gândiri rasiste, este diferită. Rasismul modern se bazează pe teorii care își au originea în ideologiile din secolul al XVIII-lea, perioada apariției unei gândiri noi, unui curent de emancipare și a unei reacții de neacceptare acestui curent nou, prin căutarea păstrării sistemului vechi și rigid. Filozofi și teoreticieni ai vremii ca  Johann Gottfried von Herder, Immanuel Kant și Georg Wilhelm Friedrich Hegel au căuta să explice în mod științific diferențele de rasă. Acești gânditori ai vremii iau în considerare nu numai caracteristicile biologice (corporale) diferite ale raselor ci și mentalitatea și caracterul indivizilor unei rase. Mai târziu dezvoltarea biologiei și geneticii ca urmare a teoriei evoluționiste a lui Charles Darwin creează anumite puncte de sprijin pentru teoriile rasiste.
În anul 1995 UNESCO prin Declarația de la Schlaining presupune că teoriile rasiste consideră că sunt nu numai diferențe genetice, dar și diferențe sociologice între rase. Prin studii științifice s-a determinat că diferența de culoare a pielii sau fizionomie nu oferă nici un indiciu pentru a putea stabili diferențe calitative dintre rase.
Din punct psihologic, se poate considera rasismul ca o reacție de apărare a individului, care ia naștere prin teama de a pierde identitatea, caracterele de rasă proprii, sau ca reacție a unor elemente deziluzionate, frustrate, care caută să-și justifice eșecurile suferite și descarce nemulțumirea pe o minoritate, totul fiind suprapus peste un clișee și prejudecăți, intoleranță, obscurantism religios și ignoranță.
După anul 1945, în statele democratice rasismul este legalmente penalizat și descurajat prin educație. Pe teren științific, deși au fost întocmite studii statistice care arată mici diferențe ale coeficientului de inteligență mediu între diverse populații ale statelor lumii ca și între rase, acestea nu pot justifica rasismsul cât timp diferențele de IQ rămân mult mai importante în interiorul unei rase (oricare ar fi ea) decât diferențele de IQ mediu între 2 rase umane (oricare ar fi ele). Relevanța acestei observații devine astfel minoră.
Ideologii rasismului, ca și acei ai conservatismului social, au folosit ideile lui Darwin pentru a-și justifica opțiunile politice, deși Darwin n-a echivalat niciodată rasele umane cu niște specii distincte sau societatea umană cu o junglă, iar succesorii lui pe tărâmul biologiei s-au ferit să dea vreo relevanță socială conceptului de „rase umane”, deși azi, din ce în ce mai des, apar articole știintifice care demonstrează utilitatea considerării în domeniul îngrijirii sănătații a conceptului, acestea pledând în același timp pentru o medicină dacă nu individualizată, cel puțin care să țină cont de tipul etnic (rasial) al bolnavului, recomandându-se utilizarea informației privitoare la rasă pentru identificarea (cu scop de prevenție) unei populații cu risc crescut în ce privește anumite maladii (diabet, boli de inimă, cancere, diverse maladii autoimune, boli de metabolism, constatându-se că chiar și tipul și gravitatea unor complicații ale unor maladii diferind de la o rasă la alta, ca și eficacitatea unor medicamente care variază în funcție de diferențe probabil explicabile prin polimorfismul genetic).